# مكتب الاستخبارات والبحوث
 إن مكتب الاستخبارات والبحوث ( INR ) هو وكالة استخبارات في وزارة الخارجية الأمريكية مهمتها الأساسية توفير المعلومات والتحليلات من جميع المصادر للدبلوماسيين الأمريكيين. إنها أقدم وكالة استخبارات مدنية في مجتمع المخابرات الأمريكية، فضلاً عن أنها واحدة من أصغرها، مع ما يقرب من 300 فرد.
نشأ المكتب من فرع البحث والتحليل ( فرع R&A ) من مكتب الخدمات الاستراتيجية (OSS)، الذي تم إنشاؤه خلال الحرب العالمية الثانية لتحديد نقاط القوة والضعف في قوى المحور.  أثبت فرع البحث والتحليل أنه محوري في المجهود الحربي، وقد تم اعتباره جيدًا أنه بعد حل مكتب الخدمات الاستراتيجية في عام 1945، كان أحد المكونات القليلة التي تم الاحتفاظ بها ونقلها إلى وزارة الخارجية.
بالإضافة إلى دعم سياسات ومبادرات وزارة الخارجية، يساهم المكتب في الإحاطات اليومية للرئيس (PDB)، ويضمن أن عمليات المخابرات الأمريكية تلبي مصالح السياسة الخارجية للبلاد، وتعمل كمصدر رئيسي للحكومة الفيدرالية لأبحاث الرأي العام الأجنبي و تحليل. وتستعرض وتنشر ما يقرب من مليوني تقرير وتنتج حوالي 3500 تقييم استخباراتي سنويًا. المكتب تحليلي بصرامة ولا يشارك في مكافحة التجسس أو التجسس. إن المكتب ليس لديه القدرة على جمع معلومات استخباراتية خاصة به، وبدلاً من ذلك يستخدم تقارير الخدمة الخارجية لإنتاج تحليلات لمسؤولي وزارة الخارجية.
يرأس المكتب مساعد وزيرة الخارجية لشؤون الاستخبارات والبحوث، حاليا إلين مكارثي، التي تقدم تقاريرها مباشرة إلى وزير الخارجية وتعمل كمستشارة استخبارات أولية للوزيرة. تم ترشيح إلين مكارثي لهذا المنصب في 12 يونيو 2018. 

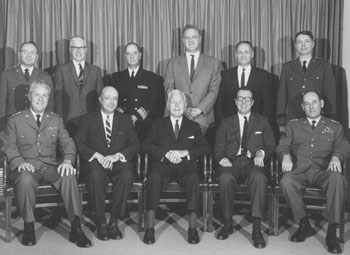
مجلس المخابرات الأمريكية في عام 1965. ويجلس ثانيًا من اليمين توماس توماس هيوز، ثم مدير المكتب

## الهيكل التنظيمي

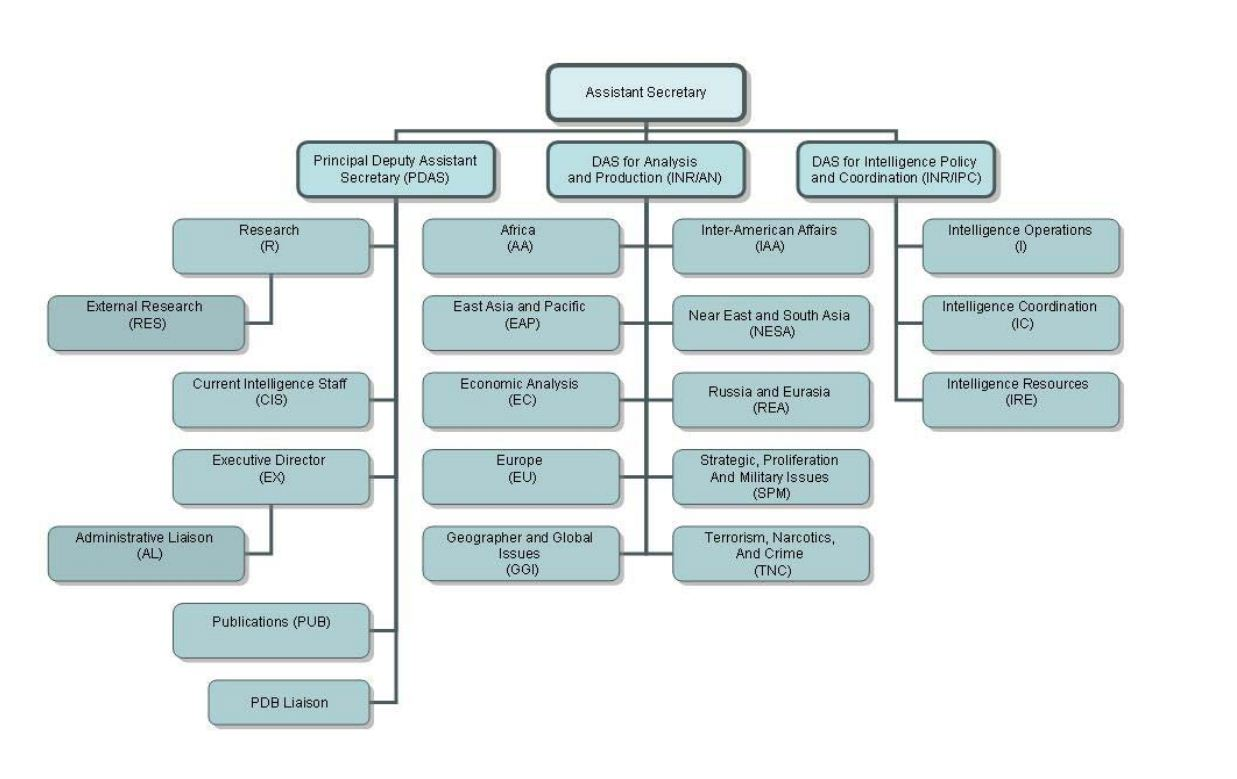
هيكل مكتب المخابرات والبحوث اعتبارا من عام 2008.

## روابط خارجية
- الموقع الرسمي
- وزارة الخارجية: مكتب المخابرات والبحث — ملف مجتمع الاستخبارات
- مكتب الخدمات الاستراتيجية: وكالة المخابرات الأمريكية الأولى — تاريخ رسمي موجز على موقع وكالة المخابرات المركزية على الإنترنت.
- المخابرات وفيتنام: تقرير INR INR عن حرب فيتنام بتكليف عام 1969